# Porte océane
Pour plus de détails, voir Fiche technique et Distribution.
Porte océane est un court-métrage français d'Ado Kyrou.

## Fiche technique
- Titre : Porte océane
- Réalisation : Ado Kyrou
- Photographie : André Bac
- Monteur : Georges Arnstam
- Société de production : Redico Productions
- Pays de production :  France
- Année de sortie : 
  - France : 1958

## Distribution
- Rita Cadillac
- Michel Serrault
- Jean Poiret